# 脱法行為
脱法行為（だっぽうこうい）とは、強行規定に直接には抵触せずに、他の手段を使うことによって、その禁じている内容を実質的に達成しようとすることをいう。

## 日本法

### 法規制
脱法行為は、契約の有効性を論じるときに、その適法性を判断する基準となる。脱法行為を明文で禁ずる旨を定めている法律は多く、例えば利息制限法は高利貸しが借り手の弱みにつけ込んで暴利をむさぼることを禁じるための法律であるが、手数料などの名目で隠れた利息を取ることを認めると、この法律は尻抜けになってしまう。そこで同法第3条は法の制限を超過する高利を得るために天引き・手数料等の名目を用いることを禁じている。
脱法行為は原則として無効となる。もっとも、強行規定のすべてが合理的とは限らない。その強行法規の趣旨が、ひろくこれを回避する手段を禁ずるほどの意義のないものである場合には、その行為を脱法行為というべきではない。例えば譲渡担保は、物権法定主義（民法175条）や質権における代理占有・流質契約の禁止（民法345条、349条）等の強行規定に明らかに違反するが、取引界の合理的な需要と、これに対する民法の質権制度の不完全とを考慮すれば、質権に関するこれらの強行規定は、担保の手段として質権を設定する場合だけに適用され、その他の手段による場合には適用されないと解するのが現在の判例・通説の立場である。この立場に立つと、譲渡担保は脱法行為ではないことになる。要するに、脱法行為の範囲を定めるには、従来の強行規定の有する理想と、新たな経済的必要とを比較考量して、これを判定しなければならない。

### 脱法目的か争われた事件

#### ライブドア事件
ライブドアファイナンスの連結対象外の出資関係がある投資事業組合が、自社の株式を売却した利益が含まれる還元益を売上に計上することは会計上の違法行為に当たらないとライブドア元社長の堀江貴文らが主張していたが、一審は「各投資事業組合はいずれも脱法目的で組成された。その存在を否定すべきであるから実質的にはライブドアファイナンスがライブドア株を売却したと認められる」として有罪にした。

#### パチンコの体感器
パチンコ店で大当りなどのタイミングを振動によって打ち手に知らせる体感器を使い、パチンコ玉やメダルを引き出す行為で逮捕される事件が相次いだが、それらが窃盗罪に当たるかどうか裁判で争われていた。
2007年4月13日、日本の最高裁判所は「パチスロ機に直接不正工作をしていなくても体感器を使ってメダルを取得すれば窃盗罪が成立する」との初めての判断を示した。『体感器を用いて「当たり」の周期をねらい打つことは店の予定している遊技方法ではなく、またその機械の使用を禁止する掲示もされているため、その使用をもってメダルを取得することは窃盗罪の窃取にあたる』というのが理由である。

#### 国鉄分割民営化に伴うJR採用問題
国鉄分割民営化に際して、日本国有鉄道の労働者のうち国鉄労働組合の成員多数がJRグループ各社に採用されなかった問題である。なお、2010年に和解した。
特定労働組合の組合員だけを排除することは明らかに不当労働行為であるが、「日本国有鉄道とJRグループ各社は異なる存在であり、JRグループ各社が求職者の中から（『元国労組合員』であるか否かを問わず）誰を採用しようとしまいと自由だ」との理由で、国鉄労働組合の成員だけがきわだって多数の不採用者を出すこととなった。

## イスラム法
イスラム社会ではイスラム法におけるヒヤルに当たるかどうか問題になる。ヒヤルは奸計を意味する。
イスラム圏でもどのような手法がヒヤルに当たるかイスラム法の解釈をめぐり国によって違いがみられる。たとえばイスラム教では商売は許されるが利息を取ることは禁止されている。そこで無利子銀行（イスラム銀行）ではムダーラバやムラーバハなどの手法が用いられる。
ムダーラバとは銀行が集めた預金を一定期間企業に投資して、その期間に生じた企業収益を銀行に配分し、銀行は必要経費を差し引いて預金者に配分するという手法である。この手法は古くはキャラバン交易が行われていた頃から利用されていた。
また、ムラーバハとは宗教上ローンなどの仕組みで利子を取ることが認められていないイスラム圏の無利子銀行において、銀行が商品を先に買い取り、それにコストや利益を上乗せした金額を顧客が分割払いするという手法である。
これらの手法は時間差を利用した名称の言いかえにすぎないとの解釈もあり、基本的に利息が認められないのか高利が認められないのかの解釈も国によって違いがみられる。